# ホールデン・アポロ

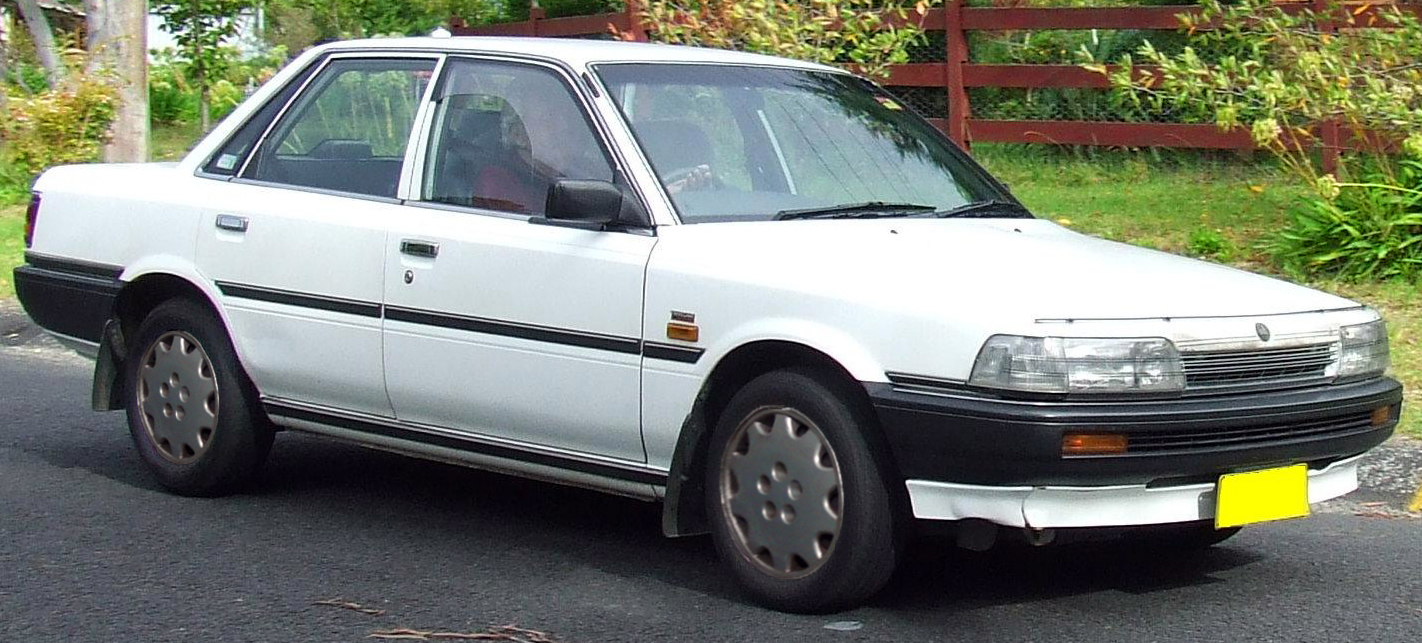
ホールデン・JKアポロ

アポロ（Apollo ）は、トヨタ・カムリのバッジエンジニアリング車で、オーストラリアの自動車メーカー、ホールデンによって販売された4ドアセダンおよび5ドアワゴンである。
自動車製造の合理化を目的として立ち上げられた政策であるバトンプランの一環で販売され、1989年から1997年まで販売された。

## 概要

### 初代 JKアポロ（1989年-1993年）
1989年8月、発売。V20型カムリをベースにフロントグリルやテールライトが変更された。
エンジンは、直列4気筒 3S-FE型 2.0L 16バルブエンジンを搭載し、4速オートマチックトランスミッションおよび5速マニュアルトランスミッションが組み合わせられた。

### 2代目 JMアポロ（1993年-1997年）
1993年3月、V30型カムリ（セプター）ベースにモデルチェンジ。型式がJKからJMに変更された。
エンジンは直列4気筒 5S-FE型 2.2L 16バルブエンジンと、V型6気筒 3VZ-FE型 3.0Lエンジンを搭載した。
1997年販売終了。オペル・ベクトラBをベースとする、ホールデン・ベクトラが後継車となった。